# Liste der Bodendenkmale in Rauen
Die Liste der Bodendenkmale in Rauen enthält alle Bodendenkmale der brandenburgischen Gemeinde Rauen und ihrer Ortsteile auf der Grundlage der Landesdenkmalliste vom 31. Dezember 2020.
Die Baudenkmale sind in der Liste der Baudenkmale in Rauen aufgeführt.
| Gemarkung    | Flur | Kurzansprache                                    | Bodendenkmalnummer | Bemerkung | Bild |
| ------------ | ---- | ------------------------------------------------ | ------------------ | --------- | ---- |
| Rauen (Lage) | 3    | Dorfkern Neuzeit, Dorfkern deutsches Mittelalter | 91022              |           |      |
| Rauen (Lage) | 3    | Gräberfeld Eisenzeit, Gräberfeld Bronzezeit      | 91023              |           |      |
| Rauen (Lage) | 3    | Siedlung Urgeschichte                            | 91025              |           |      |